# Date Night
Date Night (Una noche fuera de serie en Hispanoamérica; Noche loca en España) es una película estadounidense dirigida por Shawn Levy y protagonizada por Steve Carell y Tina Fey. Su estreno fue el 9 de abril de 2010.

## Argumento
Claire y Phil Foster son una cotidiana pareja neoyorkina que han hecho de su vida marital una cosa rutinaria. Para reencender la chispa de su matrimonio deciden visitar un restaurante de moda en Manhattan, en donde un caso de cambio de identidades provocará que sean confundidos con un par de buscados criminales iniciando una noche que difícilmente olvidarán.

## Sinopsis
Phil y Claire Foster son una pareja de clase media que lleva varios años juntos y su matrimonio ha caído en la monotonía. Para intentar reavivar la chispa, deciden tener una cita nocturna especial en un restaurante de moda de Manhattan. Sin embargo, un caso de identidad equivocada los convierte en los principales sospechosos de un robo a un mafioso.
A partir de este incidente, Phil y Claire se embarcan en una noche llena de acción y aventuras inesperadas, mientras intentan escapar de los matones del mafioso y de la policía. En el proceso, se verán obligados a trabajar juntos y a enfrentar sus propios miedos e inseguridades. A medida que la noche avanza, Phil y Claire redescubren la emoción y la pasión que alguna vez sintieron el uno por el otro, y aprenden a apreciar la importancia de la comunicación y el trabajo en equipo en una relación.

## Recepción
"Una Noche Fuera de Serie" recibió críticas generalmente positivas por parte de la crítica. Los críticos elogiaron la química entre Carell y Fey, así como el humor de la película y su mensaje sobre la importancia de la comunicación en las relaciones. La película también fue un éxito comercial, recaudando más de $152 millones en todo el mundo.

## Reparto
- Steve Carell: Phil Foster
- Tina Fey: Claire Foster
- Mark Wahlberg: Holbrooke Grant
- James Franco: Tom Felton, alias Chase "Taste" Tripplehorn.
- Mila Kunis: "Whippit" Felton, alias Whippit Tripplehorn, esposa de Tom Felton.
- Mark Ruffalo: Brad Sullivan, mejor amigo de la pareja.
- Kristen Wiig: Haley Sullivan, mejor amiga de la pareja.
- William Fichtner: el fiscal Frank Crenshaw
- Ray Liotta: el mafioso Joe Miletto
- Taraji P. Henson: la detective Arroyo
- Leighton Meester: Katy
- Gal Gadot: Natanya
- Jimmi Simpson: el detective Armstrong
- Common: el detective Collins
- Bill Burr: el detective Walsh
- Olivia Munn: la anfitriona
- Nick Kroll: el maître D
- Jon Bernthal: el joven